# 中西絵里奈
中西 絵里奈（なかにし えりな、1984年（昭和59年）9月18日 - ）は、京都府出身の特撮アイドルである。身長：146cm　体重：36kg　サイズ：B70 W56 H79　S22.5cm　血液型：B型
かつては西田特撮研究所に所属していた。
2011年（平成23年）現在の所属事務所は不明。

## 活動経歴
- TV
  - 新・部長刑事アーバンポリス24時　（ABCテレビ）
  - 京都迷宮案内3　（テレビ朝日）
  - 京都!ちゃちゃちゃっ　（関西テレビ☆京都チャンネルKBS京都）
  - サバゲッチュ（ゲスト出演）　（サンテレビ）
  - ダルコロ　（KBS京都）
- CM
  - アリストコーポレーション
  - エクセルヒューマン
- ビデオ
  - フェアリーフルーツ　プリティーピーチ　（主演）
  - フェアリーセクター　テントー　（マリンブルーテントー役）
  - 宇宙警察　フラッシュガイン　（御所之マリ役）
  - 宇宙警察SSP　（御所之マリ役）
  - 新残虐非道女刑事と裸体解剖鬼　（笹井萌子役）
- 映画
  - 教育映画　希望の春　（山中リサ役）
- スチル
  - 富士ヨット学生服
- 雑誌
  - ヤングチャンピオン　（2000年（平成12年）・No.12　秋田書店）